# Europamästerskapen i friidrott 2024 – Damernas kulstötning
Damernas kulstötning vid europamästerskapen i friidrott 2024 avgjordes den 7 juni 2024 på Olympiastadion i Rom i Italien.
Guldet togs av nederländska Jessica Schilder efter en stöt på 18,77 meter. Silvret togs av Schilders landsmaninna Jorinde van Klinken och bronset togs av tyska Yemisi Ogunleye.

## Rekord
| Rekord inför EM 2024 | Rekord inför EM 2024     | Rekord inför EM 2024 | Rekord inför EM 2024     | Rekord inför EM 2024 |
| -------------------- | ------------------------ | -------------------- | ------------------------ | -------------------- |
| Världsrekord         | Natalja Lisovskaja (URS) | 22,63 m              | Moskva, Sovjetunionen    | 7 juni 1987          |
| Europarekord         | Natalja Lisovskaja (URS) | 22,63 m              | Moskva, Sovjetunionen    | 7 juni 1987          |
| Mästerskapsrekord    | Vita Pavlysj (UKR)       | 21,69 m              | Budapest, Ungern         | 20 augusti 1998      |
| Världsårsbästa       | Sarah Mitton (CAN)       | 20,68 m              | Fleetwood, USA           | 11 maj 2024          |
| Europaårsbästa       | Jessica Schilder (NED)   | 20,31 m              | Apeldoorn, Nederländerna | 17 februari 2024     |

## Program
Alla tider är lokal tid (UTC+1)
| Datum       | Tid   | Omgång |
| ----------- | ----- | ------ |
| 7 juni 2024 | 10:03 | Kval   |
| 7 juni 2024 | 21:33 | Final  |

## Resultat

### Kval
Kvalregler: Stöt på minst 18,00 meter 0Q0 eller de 12 friidrottare med längst stöt 0q0 gick vidare till finalen.
| Placering | Grupp | Namn                     | Nationalitet  | #1    | #2    | #3    | Distans | Noteringar |
| --------- | ----- | ------------------------ | ------------- | ----- | ----- | ----- | ------- | ---------- |
| 1         | B     | Fanny Roos               | Sverige       | 17,87 | 18,70 |       | 18,70   | 0Q0        |
| 2         | B     | Alina Kenzel             | Tyskland      | 17,61 | 18,42 |       | 18,42   | 0Q0        |
| 3         | B     | Yemisi Ogunleye          | Tyskland      | 18,40 |       |       | 18,40   | 0Q0        |
| 4         | A     | Jessica Schilder         | Nederländerna | 18,32 |       |       | 18,32   | 0Q0        |
| 5         | A     | Sara Lennman             | Sverige       | 17,65 | x     | 18,16 | 18,16   | 0Q0        |
| 6         | A     | Jessica Inchude          | Portugal      | 18,17 |       |       | 18,17   | 0Q0        |
| 7         | A     | Jorinde van Klinken      | Nederländerna | 18,13 |       |       | 18,13   | 0Q0        |
| 8         | A     | Julia Ritter             | Tyskland      | 17.86 | 18,06 |       | 18,06   | 0Q0        |
| 9         | B     | Klaudia Kardasz          | Polen         | x     | 17,76 | 16,78 | 17,76   | 0q0        |
| 10        | B     | María Belén Toimil       | Spanien       | 17,76 | x     | x     | 17,76   | 0q0        |
| 11        | A     | Emel Dereli              | Turkiet       | 17,01 | 17,66 | 16,94 | 17,66   | 0q0        |
| 12        | A     | Emilia Kangas            | Finland       | 16,99 | x     | 17,02 | 17,02   | 0q0        |
| 13        | B     | Benthe König             | Nederländerna | 16,94 | x     | 17,02 | 17,02   |            |
| 14        | A     | Dimitriana Bezede        | Moldavien     | 16,80 | x     | x     | 16,80   |            |
| 15        | B     | Eliana Bandeira          | Portugal      | 16,76 | 16,74 | x     | 16,76   |            |
| 16        | B     | Miryam Mazenauer         | Schweiz       | x     | 16,69 | x     | 16,69   |            |
| 17        | B     | Senja Mäkitörmä          | Finland       | 16,27 | 16,25 | 16,45 | 16,45   |            |
| 18        | A     | Eveliina Rouvali         | Finland       | 16,34 | x     | 16,03 | 16,34   |            |
| 19        | B     | Erna Sóley Gunnarsdóttir | Island        | 16,26 | 16,20 | 16,19 | 16,26   |            |
| 20        | A     | Zuzanna Maślana          | Polen         | 15,92 | 16,22 | 15,76 | 16,22   |            |
| 21        | B     | Violetta Veiland         | Ungern        | 15,72 | x     | x     | 15,72   |            |
| 22        | A     | Lucija Leko              | Kroatien      | 14,61 | x     | 15,61 | 15,61   |            |
| 23        | B     | Maria Magkoulia          | Grekland      | 15,24 | 15,31 | 14,97 | 15,31   |            |
| 24        | A     | Renáta Beregszászi       | Ungern        | 14,71 | x     | 15,06 | 15,06   |            |
| 25        | A     | Anastasia Ntragkomirova  | Grekland      | 14,43 | 13,99 | 14,82 | 14,82   |            |

### Final
Finalen startade klockan 21:33.
| Placering | Namn                | Nationalitet  | #1    | #2    | #3    | #4    | #5    | #6    | Distans | Noteringar |
| --------- | ------------------- | ------------- | ----- | ----- | ----- | ----- | ----- | ----- | ------- | ---------- |
| 1         | Jessica Schilder    | Nederländerna | 18,77 | 18,13 | x     | 18,62 | x     | x     | 18,77   |            |
| 2         | Jorinde van Klinken | Nederländerna | 18,13 | 18,67 | 18,21 | 18,40 | 18,19 | 18,23 | 18,67   | 0SB0       |
| 3         | Yemisi Ogunleye     | Tyskland      | 17,04 | x     | 17,87 | 16,32 | 18,62 | x     | 18,62   |            |
| 4         | Alina Kenzel        | Tyskland      | 18,00 | 17,98 | x     | 18,18 | 18,22 | 18,55 | 18,55   |            |
| 5         | María Belén Toimil  | Spanien       | 17,00 | 18,43 | 17,61 | 17,99 | x     | 17,77 | 18,43   |            |
| 6         | Fanny Roos          | Sverige       | 17,62 | 18,26 | x     | x     | x     | 18,10 | 18,26   |            |
| 7         | Julia Ritter        | Tyskland      | 18,14 | 17,83 | 17,98 | x     | 18,18 | 18,18 | 18,18   |            |
| 8         | Sara Lennman        | Sverige       | 17,22 | 17,20 | 17,96 | 17,93 | 18,16 | x     | 18,16   |            |
| 9         | Jessica Inchude     | Portugal      | 17,56 | 17,77 | 17,81 |       |       |       | 17,81   |            |
| 10        | Klaudia Kardasz     | Polen         | 17,66 | 17,28 | x     |       |       |       | 17,66   |            |
| 11        | Emel Dereli         | Turkiet       | 17,52 | 17,34 | x     |       |       |       | 17,52   |            |
| 12        | Emilia Kangas       | Finland       | x     | 16,74 | x     |       |       |       | 16,74   |            |